# Бойцов, Денис Николаевич
Дени́с Никола́евич Бойцо́в (род. 14 февраля 1986, Орёл, СССР) — российский боксёр-профессионал, выступавший в супер тяжёлой весовой категории. Чемпион мира среди юниоров в тяжёлом весе (2004). Чемпион Европы по версии WBO (2009).

## Биография
Родился 14 февраля 1986 года в Орле.
Заниматься боксом начал с 5 лет. В юном возрасте добился значительных успехов в любительских соревнованиях как на внутренней, так и на международной арене. Дважды побеждал на Чемпионатах мира среди юношей — в 2001 году (Баку, Азербайджан, весовая категория до 71 кг.) и в 2002 году (Кечкемет, Венгрия, весовая категория до 81 кг.), выигрывал «золото» молодёжного Чемпионата мира 2004 года (Чеджу, Южная Корея, весовая категория свыше 91 кг.). В целом на протяжении любительской карьеры провёл 130 боёв, одержал в них 115 побед. Мастер спорта международного класса. Всю свою любительскую карьеру Денис провёл под руководством тренера Аспидова Ивана Ивановича.
Образование — высшее (Орловский государственный технический университет, спортивный менеджмент).
 Женат, имеет дочку (родилась в июне 2015 года).
11 мая 2015 года появилось сообщение СМИ о том, что боксёр Денис Бойцов в больнице Берлина был введён в состояние искусственной комы из-за отёка головного мозга. Как сообщает немецкое издание «Hamburger Abendblatt», боксёр был найден работниками метрополитена на железнодорожных путях между двумя станциями с повреждениями головы. В полицейском рапорте было отмечено, что спортсмен был в состоянии алкогольного опьянения. По данным портала Berliner Kurier, россиянин убегал от кого-то и, рискуя жизнью, бросился в тоннель метро. О возможных преследователях спортсмена пока ничего неизвестно. Уточняется, что Бойцова, лежавшего между путями, обнаружил машинист поезда метро в воскресенье 3 мая в 16:30 по местному времени. Менеджер Бойцова Гагик Хачатрян заявил о том, что спортсмен с высокой долей вероятности не вернётся на ринг. «Денис до сих пор в коме, врачи говорят, что ему должно стать лучше. На бокс мы не надеемся, в таком состоянии нужно только верить в восстановление здоровья. У Дениса есть спортивная страховка, которая компенсирует все расходы», — цитирует Хачатряна ТАСС. На 28 мая 2015 состояние Бойцова отмечается как стабильное. Сообщалось, что полиция ведёт расследование, склоняясь к версии о несчастном случае. Супруга Бойцова Ольга заявила, что происшествие больше похоже на криминал и инсценировку несчастного случая. Ольга, находящаяся на последних неделях беременности в ожидании первенца, добавила: «Всё стабильно. Я держусь». Ожидается, что ребёнок появится на свет в июне.
25 июня 2015 г. «Eurosport» опубликовал сообщение, что Денис Бойцов выведен из состояния искусственной комы. За семь недель, пока тяжеловес находился в таком состоянии, он похудел со 103 до 70 кг. Бойцов может самостоятельно дышать, однако не в состоянии передвигаться, говорить и принимать пищу. Он подключён к аппарату парентерального питания, из-за чего и похудел.

## Любительская карьера
Первые серьёзные достижения в любительских соревнованиях пришли к Денису в юношеском возрасте. Бойцов одинаково успешно выступал как на внутрироссийской, так и на международной арене.
В 2001 году он уверенно выиграл Чемпионат мира среди юношей, проходивший в Баку (Азербайджан), одолев всех своих соперников в весовой категории до 71 кг. В следующем сезоне потяжелевший Бойцов стал победителем юношеского Чемпионата России (категория до 81 кг.) и получил пропуск в венгерский Кечкемет, на очередное мировое первенство. Итоговым результатом выступления Дениса в Венгрии стала завоёванная им золотая медаль. Свой высокий уровень Бойцов подтвердил и в следующей возрастной группе.
В июне 2004 года стал чемпионом мира среди юниоров в Чеджу (Республика Корея), в весе свыше 91 кг, в полуфинале победив румына Богдана Дину, и в финале одержав победу над местным корейцем Ин Хо Кимом.
После победы в Чеджу Денис принял окончательное решение перейти в профессиональный бокс.

## Профессиональная карьера
Профессиональную карьеру Денис начал, имея на руках контракт с известной немецкой промоутерской компанией «Universum Box-Promotion» (Клаус-Петер Коль).
На профессиональном ринге Бойцов дебютировал 21 сентября 2004 года в возрасте 18 лет. Большинство своих боёв провёл в Германии, три поединка — в Австрии. Тренером Дениса вплоть до 2009 года являлся маститый немецкий специалист Фритц Здунек. После ухода тренера из «Universum» подготовкой Бойцова к поединкам занимается знаменитый в прошлом советский боксёр, призёр любительского Чемпионата мира и многолетний обладатель профессионального титула WBO в лёгком весе Артур Григорян.
Дебютировав на профессиональном ринге в сентябре 2004-го, Бойцов до конца года успел провести четыре боя. В первых трёх поединках соперники Дениса не выдержали мощи его ударов в первом же раунде, позволив россиянину оформить победы техническим нокаутом. Четвёртым по счёту оппонентом Бойцова стал опытный белорусский боксёр Олег Цуканов.
В 2005-м году Денис продолжил встречаться с боксёрами, в послужных списках которых количество поражений на профессиональном ринге преобладало над количеством побед. До сентября он провёл ещё четыре боя, нокаутировав всех своих оппонентов в первом же раунде. В лице венгерского тяжеловеса Яноша Шомоди Бойцов впервые в профессиональной карьере получил соперника с положительным балансом побед.
До конца года Бойцов выиграл ещё два боя, нокаутировав, соответственно, в первом и втором раунде белоруса Игоря Шукало и опытного венгерского тяжеловеса Золтана Петрани.
В конце 2005 года, Денис выиграл ещё 2 рейтинговых поединка нокаутом в ранних раундах. В 2006 году выиграл ещё 3 поединка нокаутом, и в июле вышел на первый 8-раундовый бой с опытным бразильцем Эдсоном Сезаром Антонио. Денис отправил в нокдаун оппонента во втором раунде, но бразилец сумел продержаться до конца боя, и стал первым боксёром, который продержался и проиграл не нокаутом, а по очкам Бойцову.
Следующий поединок Бойцов провёл в августе 2006 года за звание Чемпиона мира среди молодёжи по версии WBC. Денис завоевал титул, нокаутировав перспективного чешского боксёра, Ондрея Палу в 5-м раунде 10-раундового боя. В апреле 2008 года победил по очкам джорнимена Роберта Хоукинса, а в ноябре 2008 года, победил американца, Винни Маддалоне. В феврале 2009 года, Денис нокаутировал во втором раунде Израэля Карлоса Гарсию в 12-раундовом бою, и завоевал интерконтинентальный титул WBA.

### Бой с Тарасом Биденко
6 июня 2009 года Денис вышел на ринг с опытным украинским боксёром, Тарасом Биденко. С первых минут поединка стало очевидным, что россиянин имеет значительное преимущество не только в ударной мощи, но и в скорости рук. В результате Биденко, который и сам ранее отличался хорошей скоростью и рефлексами, часто не успевал реагировать на молниеносные короткие «выстрелы» Бойцова. Денис действовал намного активнее и нокаутировал Биденко в 7-м раунде.

### 2009—2013 годы
В сентябре 2009 года Денис нокаутировал в 7-м раунде американца Джейсона Гаверна. Затем в январе 2010 года нокаутировал во втором раунде американца Кевина Монти. После этого боя Денис получил травму правой кисти и был вынужден долгое время не выходить на ринг. Вернулся спустя 10 месяцев и нокаутировал немца Майка Шеппарда. Травма вновь себя проявила, и Денис снова взял небольшую паузу.
В сентябре 2011 года Бойцов нокаутировал американца Мэтью Грира, а затем в январе 2012 года нокаутировал Дарнелла «психа» Уилсона.
В апреле Денис по очкам с разгромным счётом победил американца Доминика Гуинна. На октябрь 2012 года назначен бой Дениса с немцем Константином Айрихом. За два дня до поединка Деннис из-за болезни отменил своё участие в боксёрском шоу, и бой был отменён. Причина — у Бойцова обострился синусит. Нос заложило до такой степени, что стало трудно дышать. В этот же день промоутерской компанией «Universum» была указана следующая дата боксёрского шоу с участием Бойцова. Поединок запланирован на 22 декабря, в Москве.
После срыва поединка с Константином Айрихом команда Бойцова приняла предложение провести поединок с известным британцем Тайсоном Фьюри. Бойцов и Фьюри занимали высокие позиции в рейтинге WBC и WBO, и WBC санкционировала данный поединок как отборочный за звание обязательного претендента на титул Чемпиона мира. Позже Бойцов снялся с поединка, мотивируя это малым количеством времени на подготовку. Возможный бой 22 декабря также был отменён из-за очередной травмы Бойцова. Денис перенёс операцию на локте и намерен вернуться в 2013 году.
15 февраля 2013 года Денис Бойцов выиграл суд против Вальдемара Клюха (бывшего директора обанкротившейся компании «Universum») и стал свободным агентом. В этот же день без предварительного объявления в восьмираундовом поединке победил по очкам сербского боксёра Самира Куртагича.
15 июня 2013 года Денис Бойцов нокаутировал в 3-м раунде Александра Нестеренко.
В конце июня 2013 года Денис Бойцов разорвал контракт с «Universum».

### Контракт с «Sauerland Event»
30 июля 2013 года Денис Бойцов подписал контракт с промоутерской компанией «Sauerland Event».
21 сентября 2013 года был назначен поединок Бойцова с британцем Дереком Чисорой за титул Чемпиона Европы, но Бойцов отказался от боя, мотивируя недостаточным временем на подготовку и желанием провести промежуточный бой.
В сентябре намечался бой Бойцова с Трэвисом Уокером, от которого Денис также отказался, в сентябре Денис травмировался и отказался от назначенного на 26 октября поединка с австралийцем Алексом Леапаи за статус обязательного претендента по версии WBO.

### Претендентский бой с Алексом Леапаи
23 ноября 2013 года  встретился с Алексом Леапаи  в бою за пояс по версии WBO Asia Pacific. Бойцов занимал первую строчку рейтинга по версии WBO. Леапаи занимал 7-ю строчку. Поединок планировался как проходной для Бойцова, чтоб вывести его на чемпионский бой с Владимиром Кличко, и даже коэффициент на победу Леапаи составлял всего 1 к 9, но в ринге всё вышло иначе. Алекс Леапаи победил по очкам россиянина Дениса Бойцова, предварительно отправив дважды на канвас небитого россиянина и нанёс ему первое поражение в карьере. Защитил пояс по версии WBO Asia Pacific и завоевал статус обязательного претендента на титул чемпиона мира по версии WBO.
21 марта 2015 года Бойцов в связи с травмой руки соперника победил техническим нокаутом бразильского боксёра, Ирену Бета Коста Джуниора. Что примечательно, Ирену Коста стал пятым поверженным бразильским боксёром в карьере Бойцова.

## Результаты боёв
В таблице перечислены результаты всех поединков боксёров.
В каждой строке указан результат поединка. Дополнительно номер поединка обозначен цветом, который обозначает итог поединка. Расшифровка обозначений и цветов представлена в нижеследующей таблице.
| Пример | Расшифровка                     |
| ------ | ------------------------------- |
|        | Победа                          |
|        | Ничья                           |
|        | Поражение                       |
|        | Планируемый поединок            |
|        | Поединок признан несостоявшимся |
| КО     | Нокаут                          |
| ТКО    | Технический нокаут              |
| PTS    | Решение судей (по очкам)        |
| UD     | Единогласное решение судей      |
| MD     | Решение большинства судей       |
| SD     | Раздельное решение судей        |
| RTD    | Отказ от продолжения боя        |
| DQ     | Дисквалификация                 |
| NC     | Поединок признан несостоявшимся |

| Бой | Дата боя         | Соперник                   | Место проведения боя                                                       | Раундов        | Примечания |
| --- | ---------------- | -------------------------- | -------------------------------------------------------------------------- | -------------- | --- |
| 37  | 21 марта 2015    | Иринеу Беато Коста младший | Росток, Мекленбург-Передняя Померания, Германия                            | RTD2 (10)      | |
| 36  | 6 декабря 2014   | Джордж Ариас               | ЕВЕ Арена, Ольденбург, Нижняя Саксония, Германия                           | UD (8)         | 79-72, 79-72, 78-73. |
| 35  | 30 августа 2014  | Тимур Мусафаров            | Gerry Weber Stadium, Халле, Северный Рейн-Вестфалия, Германия              | UD (10)        | 95-94, 98-91, 97-93. |
| 34  | 23 ноября 2013   | Алекс Леапаи               | Stechert Arena, Бамберг, Бавария, Германия                                 | UD (10)        | 90-98, 92-96, 92-96. Бой за титул WBO Asia Pacific. Бойцов 2 раза в нокдауне.                                                    |
| 33  | 15 июня 2013     | Александр Нестеренко       | Хаттерсхайм-на-Майне, Германия                                             | KO3 (8)        | |
| 32  | 15 февраля 2013  | Самир Куртагич             | BC Noble Art, Дейнзе, Восточная Фландрия, Бельгия                          | UD (8)         | |
| 31  | 13 апреля 2012   | Доминик Гуинн              | Lanxess-Arena, Кёльн, Германия                                             | UD (10)        | |
| 30  | 28 января 2012   | Дарнелл Уилсон             | «Grand Elysée», Гамбург, Германия                                          | TKO4 (8) 0:45  | |
| 29  | 24 сентября 2011 | Мэттью Грир                | «Dima-Sportcenter»,Гамбург, Германия                                       | TKO6 (8) 1:25  | |
| 28  | 19 ноября 2010   | Майк Шеппард               | Universum Gym, Wandsbek, Гамбург, Германия                                 | KO2 (8) 1:18   | |
| 27  | 9 января 2010    | Кевин Монтий               | «Bordelandhalle», Магдебург, Саксония — Анхальт, Германия                  | KO2 (10) 1:56  | |
| 26  | 10 октября 2009  | Джейсон Гаверн             | «Stadthalle», Росток, Мекленбург — Передняя Померания, Германия            | KO7 (10) 2:08  | |
| 25  | 6 июня 2009      | Тарас Биденко              | «Koenig Pilsener Arena», Оберхаузен, Северный Рейн — Вестфалия, Германия   | TKO6 (12) 2:00 | Бой за вакантный титул чемпиона Европы по версии WBO, за титул интерконтинентального чемпиона по версии WBA, 1-я защита Бойцова. |
| 24  | 7 февраля 2009   | Израэль Карлос Гарсия      | «Stadthalle», Росток, Мекленбург — Передняя Померания, Германия            | TKO2 (12) 1:17 | Бой за вакантный титул интерконтинентального чемпиона по версии WBA.                                                             |
| 23  | 15 ноября 2008   | Винни Маддалоне            | «Burg-Waechter Castello», Дюссельдорф, Северный Рейн — Вестфалия, Германия | UD (8)         | |
| 22  | 5 июля 2008      | Фернели Фелиз              | «Gerry Weber Stadium», Галле, Северный Рейн — Вестфалия, Германия          | UD (10)        | |
| 21  | 26 апреля 2008   | Роберт Хоукинс             | «Freiberger Arena», Дрезден, Саксония, Германия                            | UD (8)         | |
| 20  | 19 января 2008   | Томми Коннелли             | «Burg-Waechter Castello», Дюссельдорф, Северный Рейн — Вестфалия, Германия | TKO1 (8) 1:51  | |
| 19  | 30 ноября 2007   | Адемар Леонардо Корреа     | «DM-Arena», Карлсруэ, Баден-Вюртемберг, Германия                           | KO1 (8) 0:58   | |
| 18  | 14 июля 2007     | Хуан Антонио Диас          | «Color Line Arena», Альтона, Гамбург, Германия                             | UD (6)         | |
| 17  | 27 января 2007   | Сэм Убокане                | «Burg-Waechter Castello», Дюссельдорф, Северный Рейн — Вестфалия, Германия | KO1 (8) 1:27   | |
| 16  | 9 сентября 2006  | Ондрей Пала                | «Bordelandhalle», Магдебург, Саксония — Анхальт, Германия                  | TKO5 (10) 1:16 | Бой за вакантный молодёжный титул чемпиона мира по версии WBC.                                                                   |
| 15  | 25 июля 2006     | Эдсон Сесар Антонио        | «Sportschule Sachsenwald», Аймсбюттель, Гамбург, Германия                  | UD (8)         | |
| 14  | 27 мая 2006      | Жусимар Франсиско Иполито  | «Zenith — Die Kulturhalle», Мюнхен, Бавария, Германия                      | KO1 (6) 1:56   | |
| 13  | 7 марта 2006     | Радослав Милутинович       | «Kugelbake Halle», Куксхафен, Нижняя Саксония, Германия                    | KO2 (6) 2:55   | |
| 12  | 4 февраля 2006   | Хайн ван Бош               | «Burg-Waechter Castello», Дюссельдорф, Северный Рейн — Вестфалия, Германия | TKO6 (6) 0:01  | |
| 11  | 13 декабря 2005  | Золтан Петрани             | «Freizeit Arena», Зёльден, Австрия                                         | KO2 (6) 2:58   | |
| 10  | 25 октября 2005  | Игорь Шукало               | «TV-Studio 44», Вена, Австрия                                              | KO1 (4) 1:25   | |
| 9   | 28 сентября 2005 | Янош Шомоди                | «Color Line Arena», Альтона, Гамбург, Германия                             | TKO1 (4) 3:00  | |
| 8   | 2 июля 2005      | Жером Женну                | «Color Line Arena», Альтона, Гамбург, Германия                             | KO1 (4) 1:36   | |
| 7   | 28 июня 2005     | О’Нейл Мюррей              | «Kugelbake Halle», Куксхафен, Нижняя Саксония, Германия                    | TKO1 (4) 1:07  | |
| 6   | 26 февраля 2005  | Вэнс Уинн                  | «Color Line Arena», Альтона, Гамбург, Германия                             | KO1 (4) 2:05   | |
| 5   | 15 января 2005   | Ладислав Шлезак            | «Bordelandhalle», Магдебург, Саксония — Анхальт, Германия                  | KO1 (4) 1:44   | |
| 4   | 14 декабря 2004  | Олег Цуканов               | «Freizeit Arena», Зёльден, Австрия                                         | TKO2 (4) 0:51  | |
| 3   | 16 ноября 2004   | Олег Дубяго                | «Kugelbake Halle», Куксхафен, Нижняя Саксония, Германия                    | TKO1 (4) 2:29  | |
| 2   | 26 октября 2004  | Эрвин Слонка               | «Scandlines Arena», Росток, Мекленбург — Передняя Померания, Германия      | TKO1 (4) 2:50  | |
| 1   | 21 сентября 2004 | Имрих Борка                | «Universum Gym», Вандсбек, Гамбург, Германия                               | TKO1 (4) 2:29  | |
| Бой | Дата боя         | Соперник                   | Место проведения боя                                                       | Раундов        | Примечания |